# بخش یونیتی (شهرستان کلمبیانا، اوهایو)
بخش یونیتی (به انگلیسی: Unity Township) یک منطقهٔ مسکونی در ایالات متحده آمریکا است که در شهرستان کلمبیانا، اوهایو واقع شده است. بخش یونیتی ۹۱٫۹ کیلومتر مربع مساحت و ۹٬۹۵۷ نفر جمعیت دارد و ۳۳۸ متر بالاتر از سطح دریا واقع شده است.